# Южная Ютландия

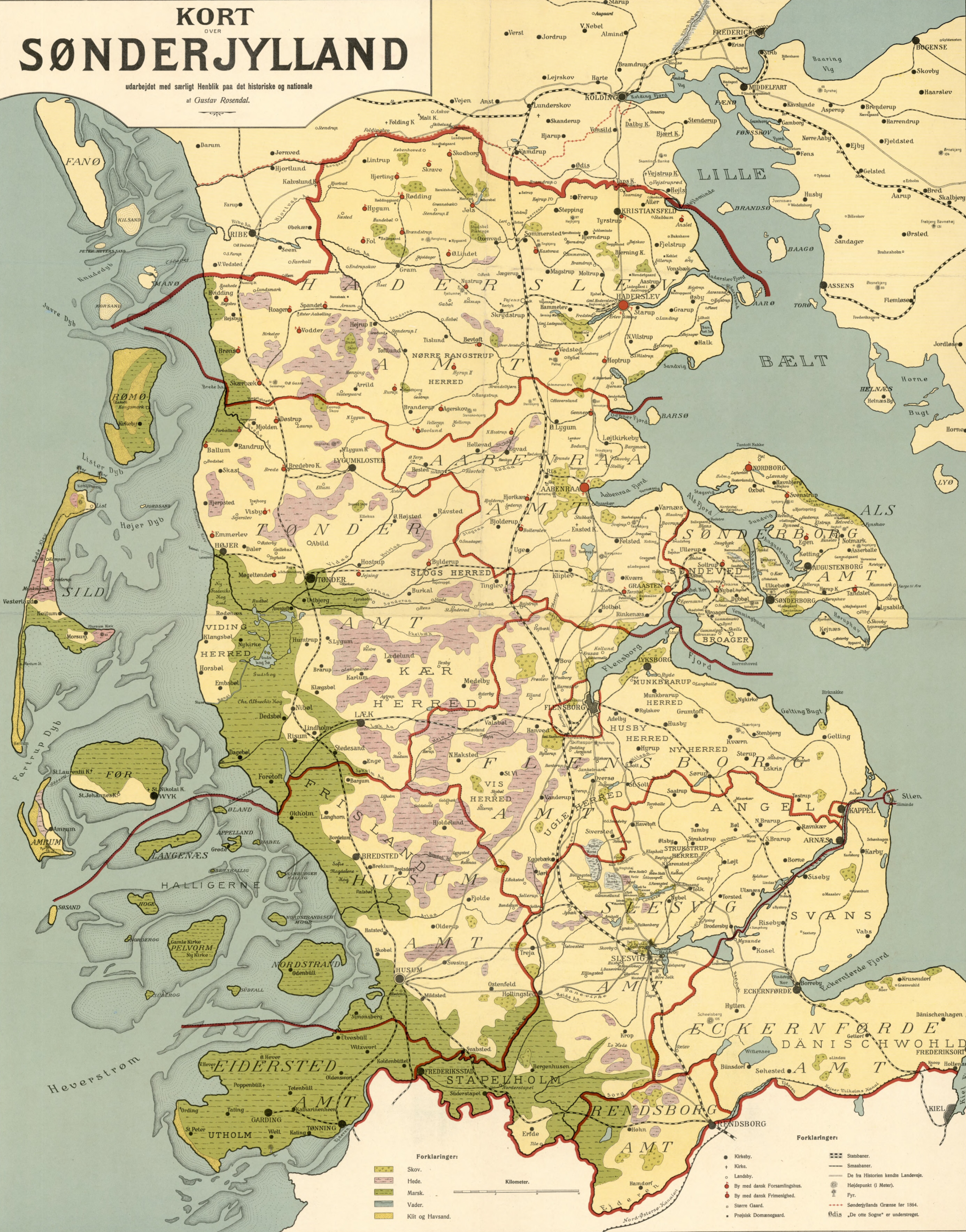
Карта Южной Ютландии 1913 г.

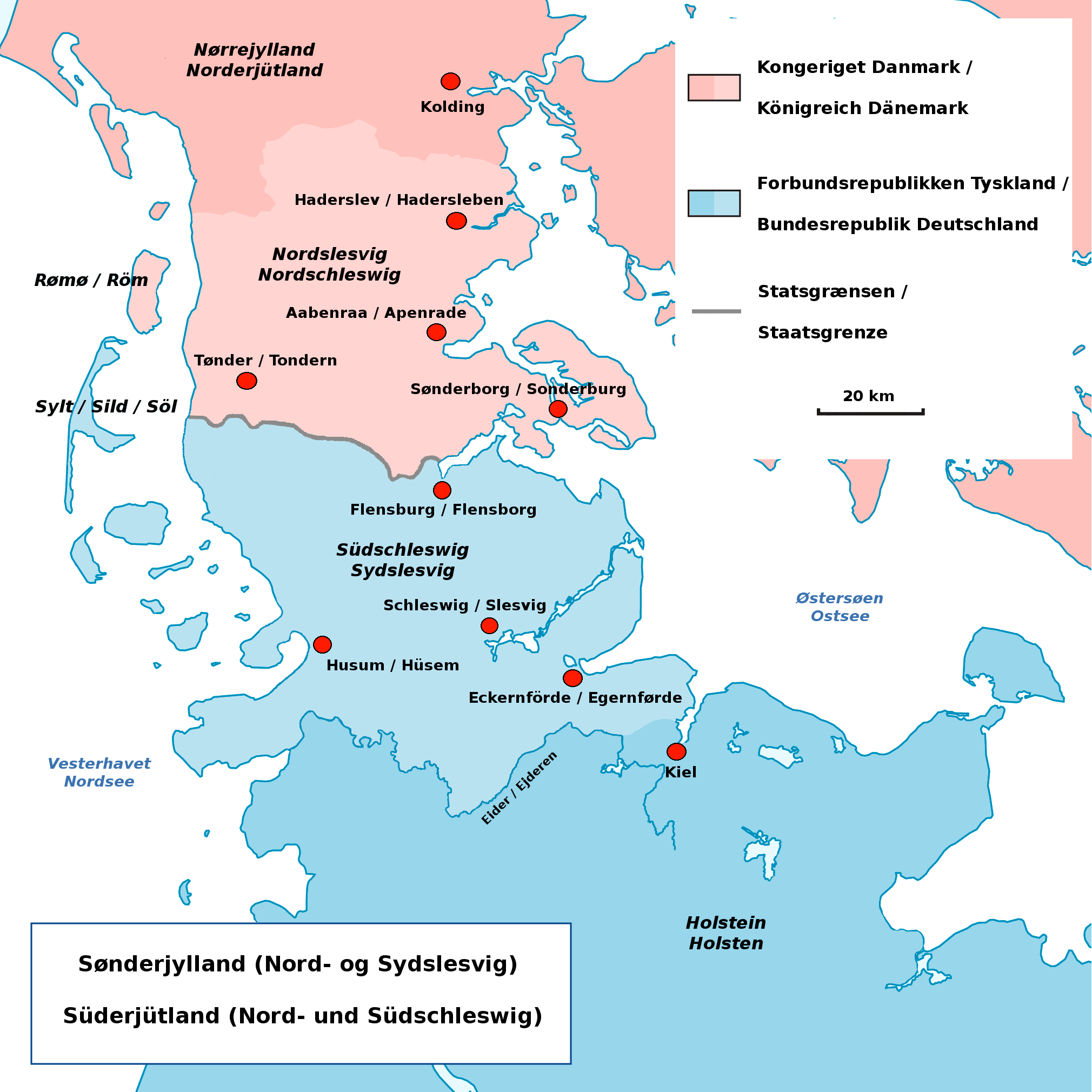
Южная Ютландия в наши дни

Южная Ютландия (дат. Sønderjylland; нем. Südjütland) — название региона к югу от Kongeå в Ютландии, Дания, и к северу от реки Айдера в земле Шлезвиг-Гольштейн, Германия. Регион к северу от Конгеа называется дат. Nørrejylland (Северная Ютландия). Обе территории имели свои тинговые собрания в средние века (в Виборге и Урнеховеде). Южная Ютландия впервые упоминается в саге о Книтлинге.
В XIII веке Южная Ютландия стала герцогством. Первым герцогом был Кнуд Лавард (Knud Lavard). В конце XIV века оно получило название герцогство Шлезвиг. Герцогство было названо в честь города Шлезвиг (Slesvig). Герцоги Шлезвига также стали королями Дании.
С распадом Священной Римской империи в XIX веке термин «Сендеръюлланд» был возрожден Данией и стал предметом спора об названиях между датчанами и немцами (последние продолжают называть регион «Шлезвиг») и частью борьбы за владение самой территорией, вылившейся в Шлезвигские войны, которые велись в 1848–1852 и в 1864 году. Хотя Дания потерпела военное поражение в первом конфликте, давление со стороны великих держав не позволило передать регион Германскому союзу.
Дания не смогла извлечь выгоду из ситуации, вместо этого решив противодействовать ситуации, в том числе взимая высокие пошлины с немецких судов через Датские проливы, оказывая давление на Австрию и Пруссию, чтобы они решили построить Кильский канал, чтобы обойти расходы; что потребовало бы суверенитета над Гольштейном. После того, как датское правительство нарушило определенные политические условия, изложенные в договоре, положившем конец первому конфликту, австро-прусские войска вторглись и быстро завоевали Южную Ютландию у Дании. Дипломатические усилия, в том числе личное предложение Кристиана IX о том, что все его королевство присоединится к Германскому союзу, если оно сможет остаться объединенным с Гольштейном и Шлезвигом, потерпели неудачу. Два года спустя прусские войска полностью изгнали австрийцев из региона, а Южная Ютландия была присоединена к Германской империи .
Считается, что потеря Южной Ютландии нанесла Дании «национальную травму» и положила конец тому, что сила рассматривалась как жизнеспособный инструмент внешней политики Дании.  Южная Ютландия стала частью прусской провинции Шлезвиг-Гольштейн .  Более 200 000 этнических датчан, проживающих в Южной Ютландии, получили имперское гражданство и пользовались всеми вытекающими из этого правами и обязанностями. Соответственно, когда в 1914 году разразилась Первая мировая война, и немецкие, и датские жители Южной Ютландии подлежали призыву в немецкую армию, датские протесты были проигнорированы. В конечном итоге более 30 000 этнических датчан служили в Германской имперской армии, тысячи из которых погибли. 
Уровень потерь среди этнических датчан, сражавшихся в немецкой армии, был непропорциональным и привел к десятилетиям неприязни к Германии. В Версале датское правительство обратилось к союзникам с просьбой провести плебисцит в Южной Ютландии в соответствии с Четырнадцатью пунктами американского президента Вудро Вильсона. Эта просьба была удовлетворена, и после Шлезвигского плебисцита в 1920 году Южная Ютландия была разделена на Датский Северный и Немецкий Южный Шлезвиг. Шлезвигский плебисцит был единственной уступкой территории Германии, которая никогда не оспаривалась Гитлером и нацистами.
Северный Шлезвиг был также известен как графство Южная Ютландия (1970–2006 гг.) и в настоящее время является частью региона Южная Дания. Южный Шлезвиг является частью немецкой федеральной земли Шлезвиг-Гольштейн . Обе части сегодня сотрудничают как еврорегион под названием Sønderjylland-Schleswig, который охватывает большую часть Южной Ютландии.